# Acalolepta tenasserimensis
Acalolepta tenasserimensis är en skalbaggsart som först beskrevs av Stefan von Breuning 1960.  Acalolepta tenasserimensis ingår i släktet Acalolepta och familjen långhorningar.
Artens utbredningsområde är Burma. Inga underarter finns listade i Catalogue of Life.